# Festus Adegboye Onigbinde
Festus Adegboye Onigbinde (ur. w 1938) – nigeryjski trener piłkarski. Dwukrotnie – w latach 1982–84 i w roku 2002 – był selekcjonerem reprezentacji Nigerii. W czasie drugiej kadencji prowadził ją w Mundialu 2002.

## Kariera piłkarska
Brak zawodowej kariery sportowej.

## Kariera szkoleniowa
W latach 1982–84 był selekcjonerem Super Orłów, ale przegrał z nimi eliminacje do Mistrzostw Świata 1986. Później był trenerem drużyny narodowej Trynidadu i Tobago. 
W latach 2001–01 był asystentem selekcjonera Shaibu Amodu. Po jego zwolnieniu, w lutym 2002 roku po raz drugi został szkoleniowcem reprezentacji Nigerii. Prowadził ją w Mundialu 2002, ale Nigeria nie wyszła wówczas z grupy (0:1 z Argentyną, 1:2 ze Szwecją i 0:0 z Anglią). W tym czasie był krytykowany za zbyt radykalne odmłodzenie drużyny, do której na światowy czempionat nie powołał największych gwiazd.
Po turnieju został zdymisjonowany.